# Aelbrecht Bouts
Aelbrecht Bouts (Lovanio, 1455 – Lovanio, 1549) è stato un pittore fiammingo.

## Biografia
Nacque all'interno di una famiglia di pittori, figlio minore di Dirk il Vecchio (ca.1415-1475), e fratello di Dieric Bouts il Giovane (ca.1448-1490). Anche Jan Bouts (ca.1478-ca.1530), figlio di Dieric Bouts il Giovane, divenne un noto pittore.
Mentre Dieric, collaborando lungamente col padre nella sua bottega, continuò lo stile paterno, invece Aelbrecht si mise in proprio, sempre nella stessa città di Lovanio e sviluppò parzialmente un suo stile distinto per i colori appariscenti, i dettagli raffinati e la ricchezza delle scene.
Dalle opere giovanili come il Trittico dell'Assunzione e il San Cristoforo ancora stilisticamente sotto l'influenza del padre, Aelbrecht approdò in una fase successiva ad elementi ispirati da Hugo van der Goes. come nell'Adorazione dei pastori del 1500.
Nel Cristo dei dolori, riprese un tema caro al padre per svilupparlo con una certa autonomia stilistica.
Nelle opere del Cinquecento avanzato, come nella Mater Dolorosa, in Ecce Homo e nell'Ultima Cena (1510), vennero ricalcati alcuni schemi del padre, ma eseguiti con uno spirito nuovo, rinascimentale soggetto ad ulteriori derivazioni della scuola di Anversa. Tra gli elementi caratteristici e personali della sua arte si evidenziarono i contorni angolari dei personaggi, vari motivi paesaggistici, i colori chiari e luminosi.
Tra i luoghi pubblici e privati che conservano i quadri di Aelbrecht Bouts si annoverano il Bob Jones University Museum, la Gallery (Greenville, South Carolina), il Cleveland Museum of Art, il Fitzwilliam Museum (Cambridge), l'Harvard University Art Museums, l'Honolulu Museum of Art, l'Hood Museum of Art (Hanover, New Hampshire), il Norton Simon Museum (Pasadena, California), il Museo reale delle belle arti del Belgio e la Staatsgalerie Stuttgart.
Si è sposato due volte, senza avere figli.

## Galleria d'immagini

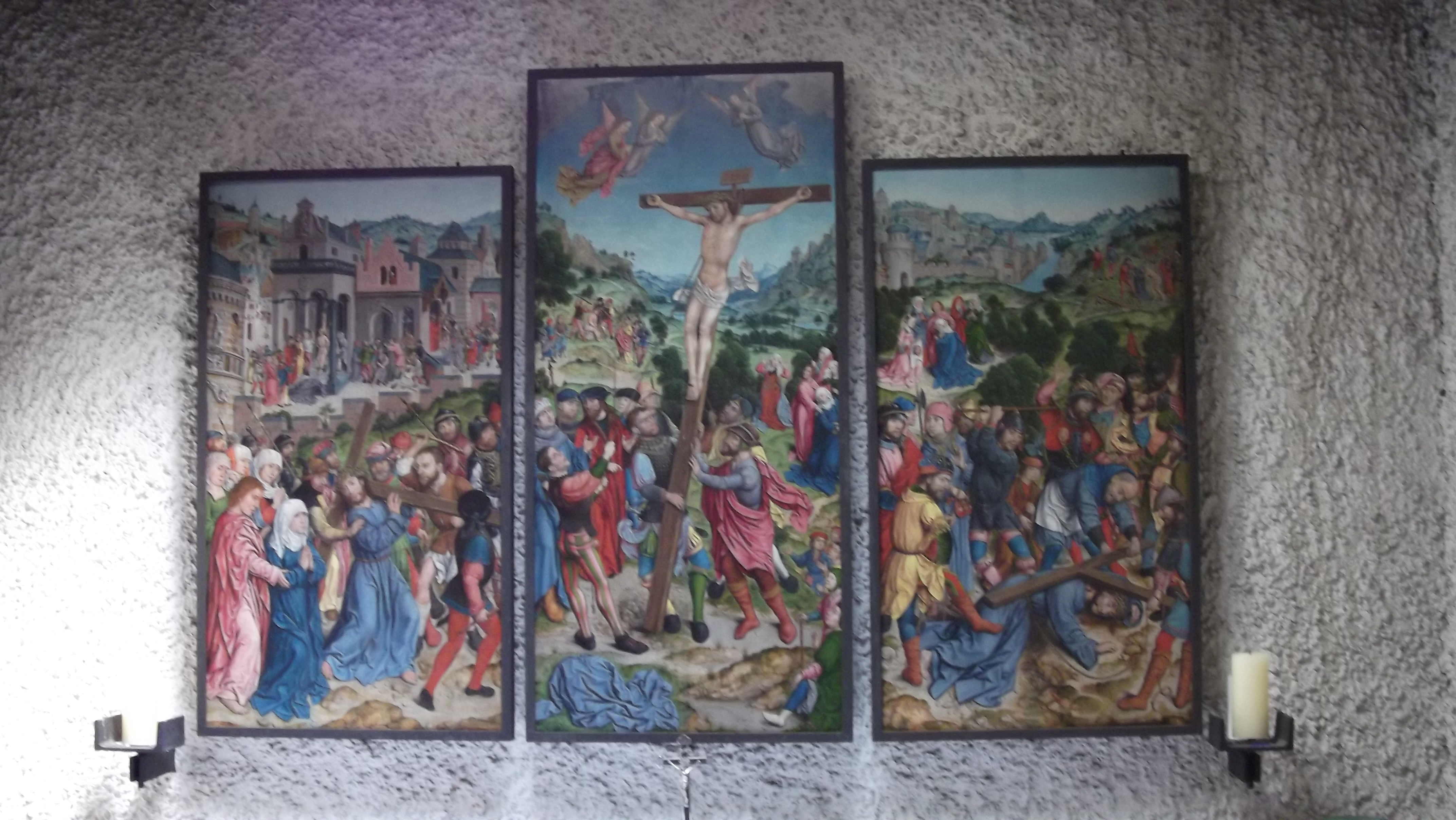
Crocifissione, Abbaye territoriale de Wettingen-Mehrerau, Bregenz.
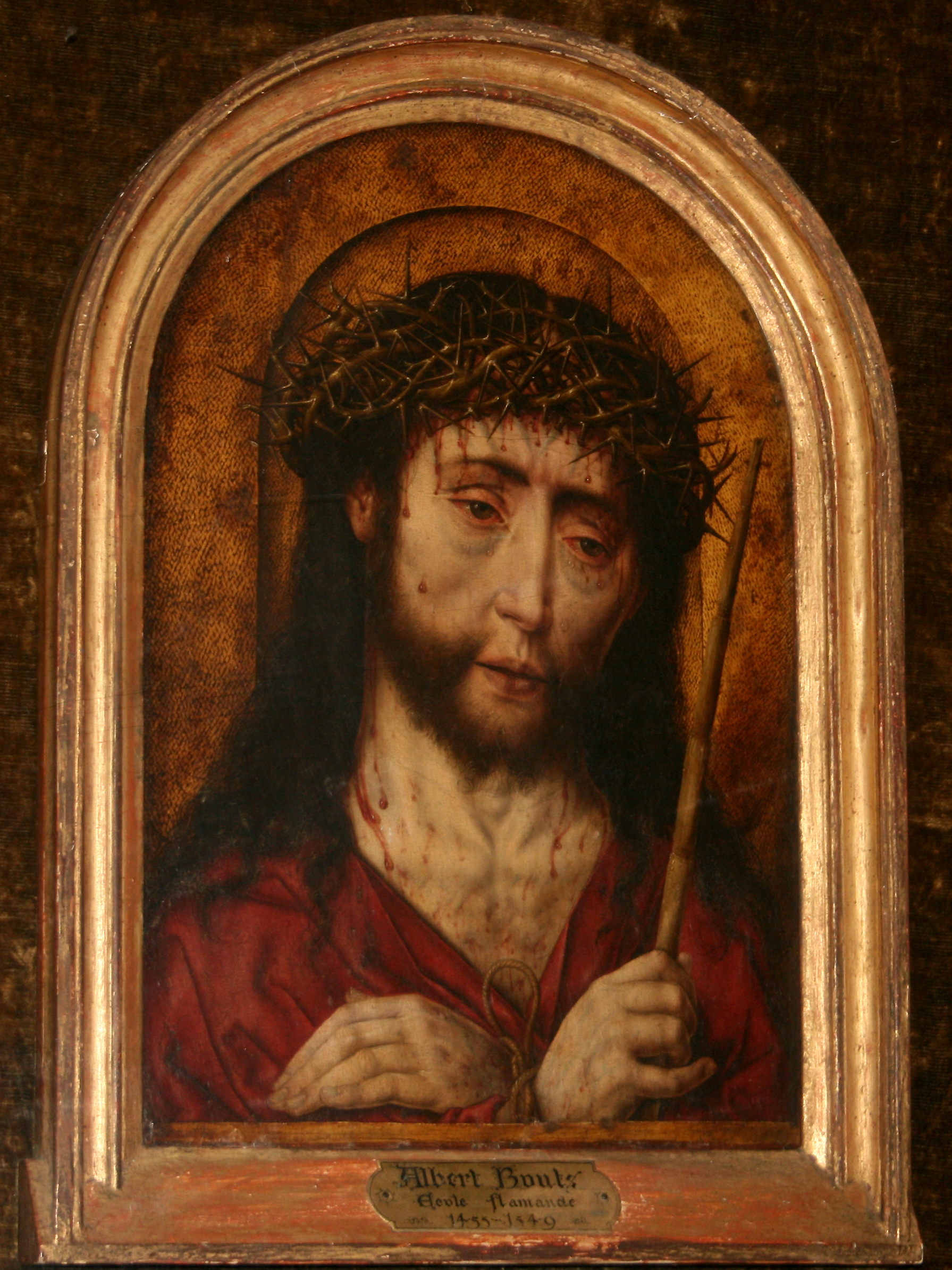
Ecce Homo, chiesa dell'abbaye de la Cambre, a Ixelles (Belgio).
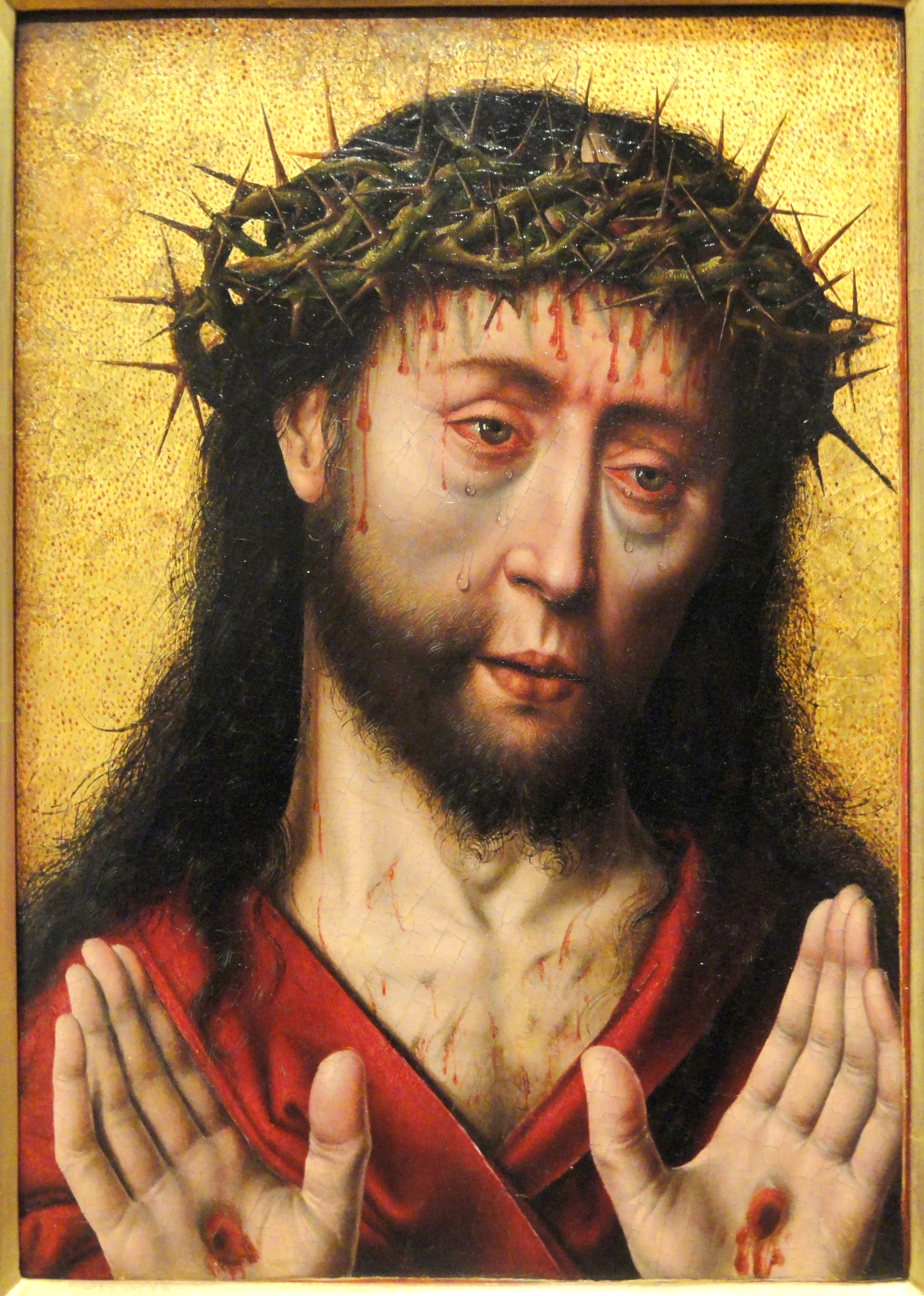
Cristo incoronato di spine, Fogg Art Museum.
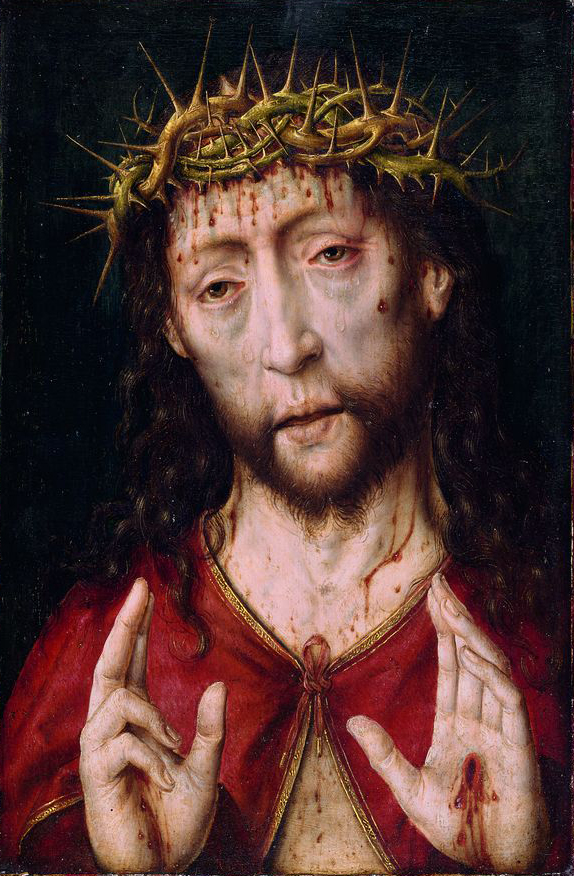
Testa di Cristo coronata di spine, Museo delle belle arti di Lione.
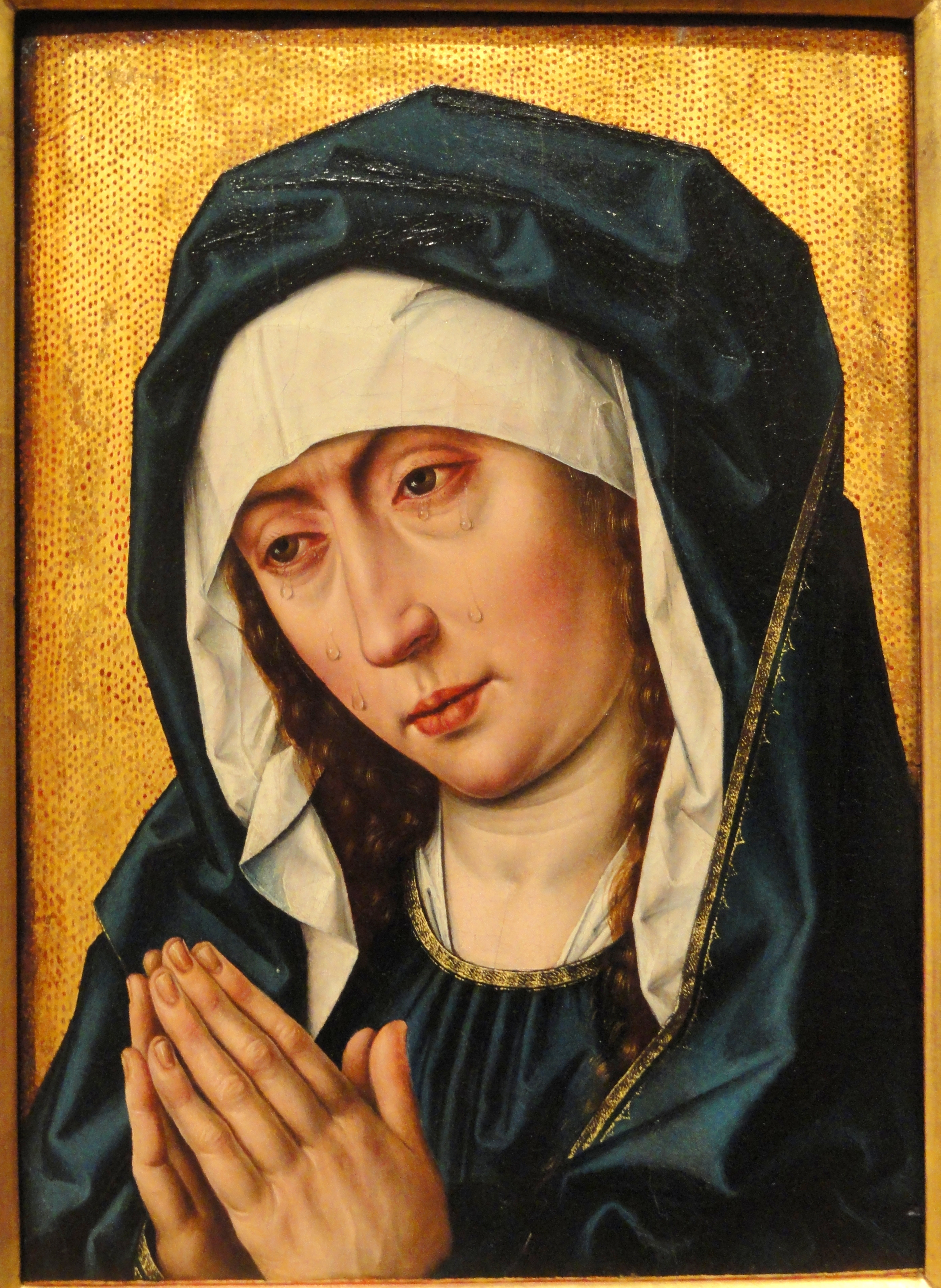
Mater Dolorosa, Fogg Art Museum
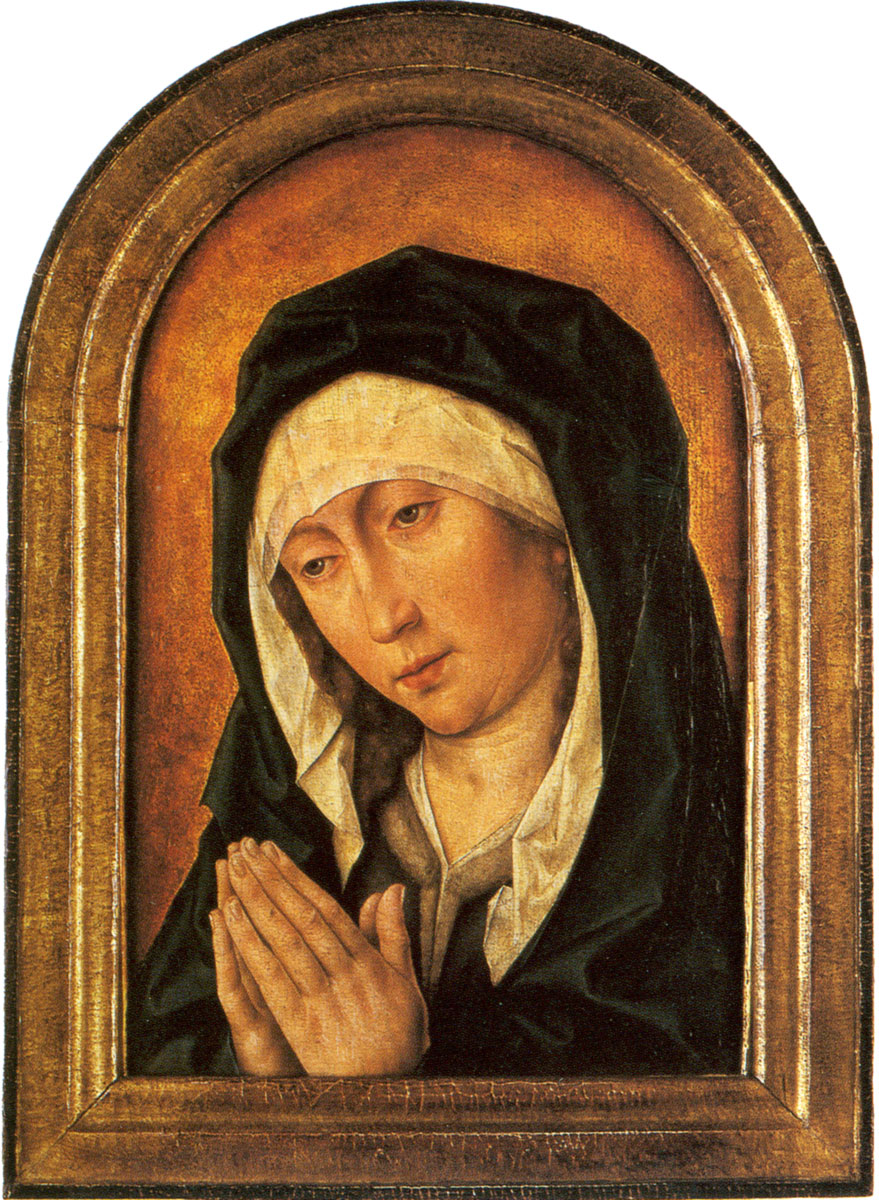
Mater Dolorosa, Museo Czartoryski.
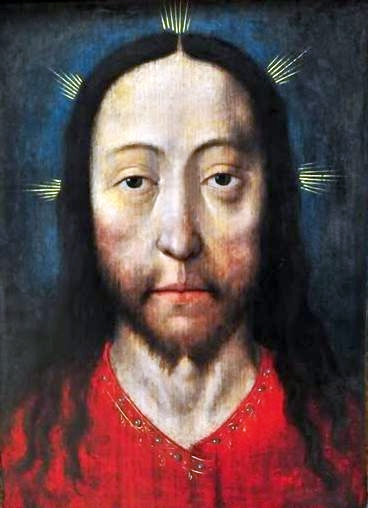
Salvator Mundi, Museo Czartoryski.
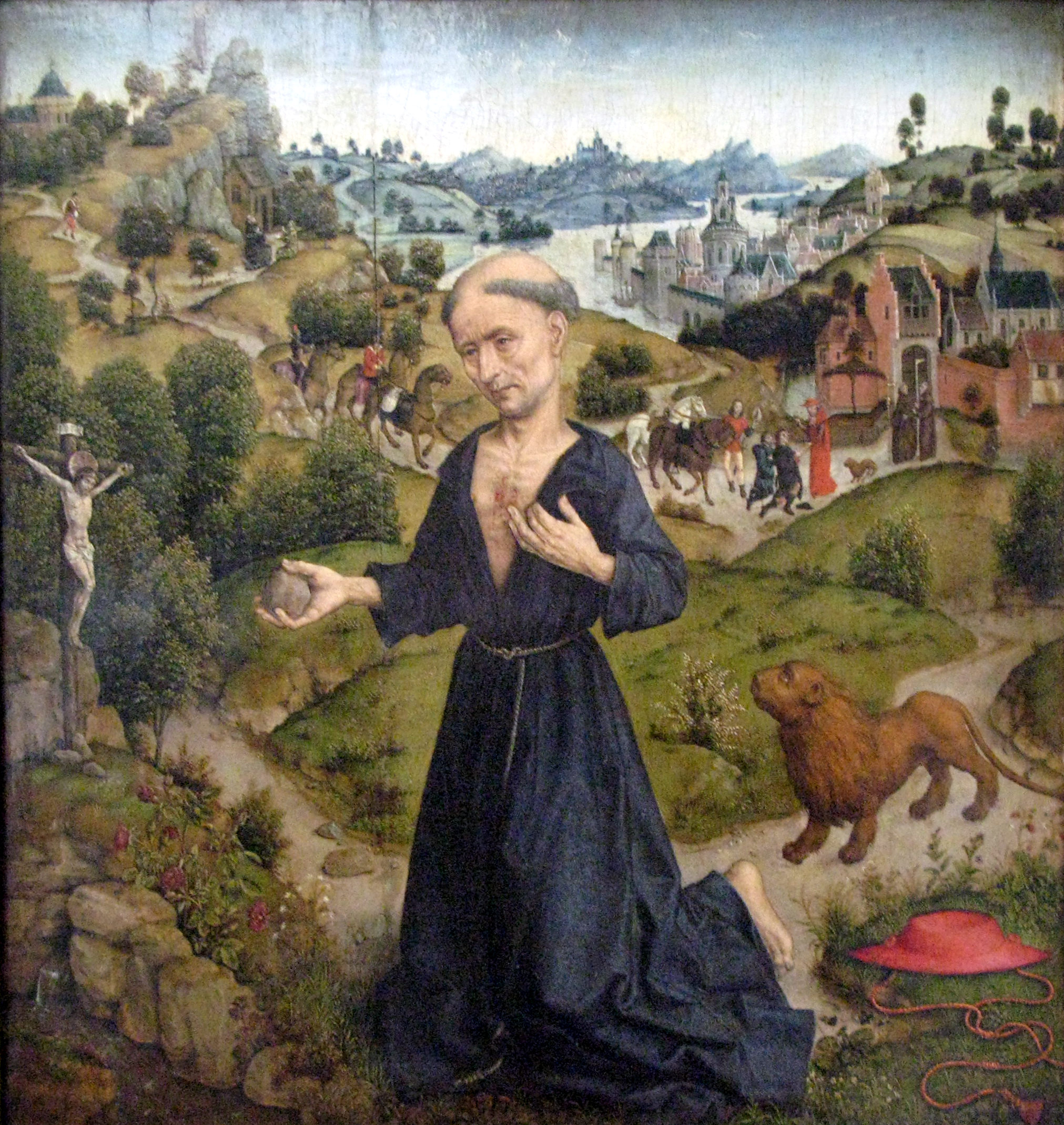
Penitenza di san Girolamo.
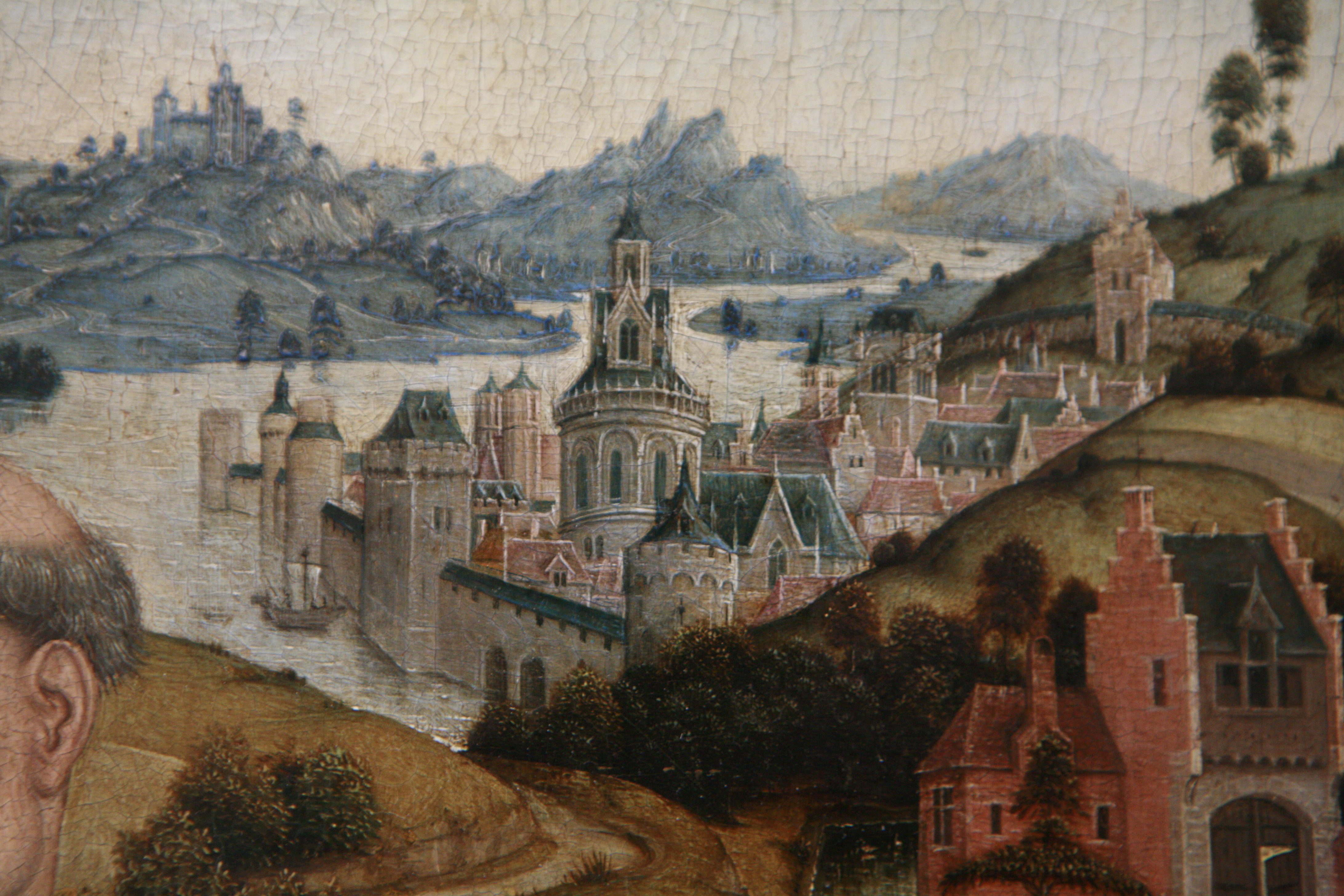
Penitenza di san Girolamo (dettaglio).
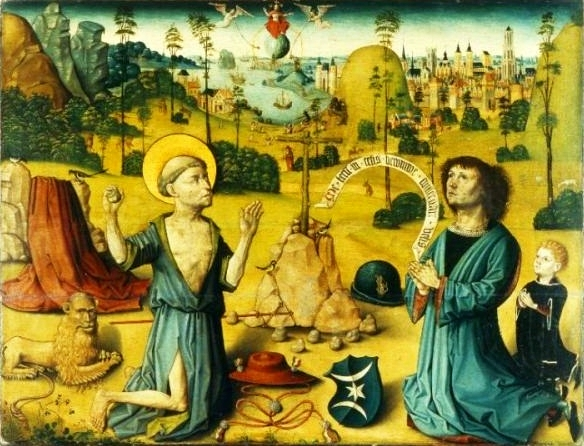
Penitenza di san Girolamo, Museo nazionale di Varsavia.
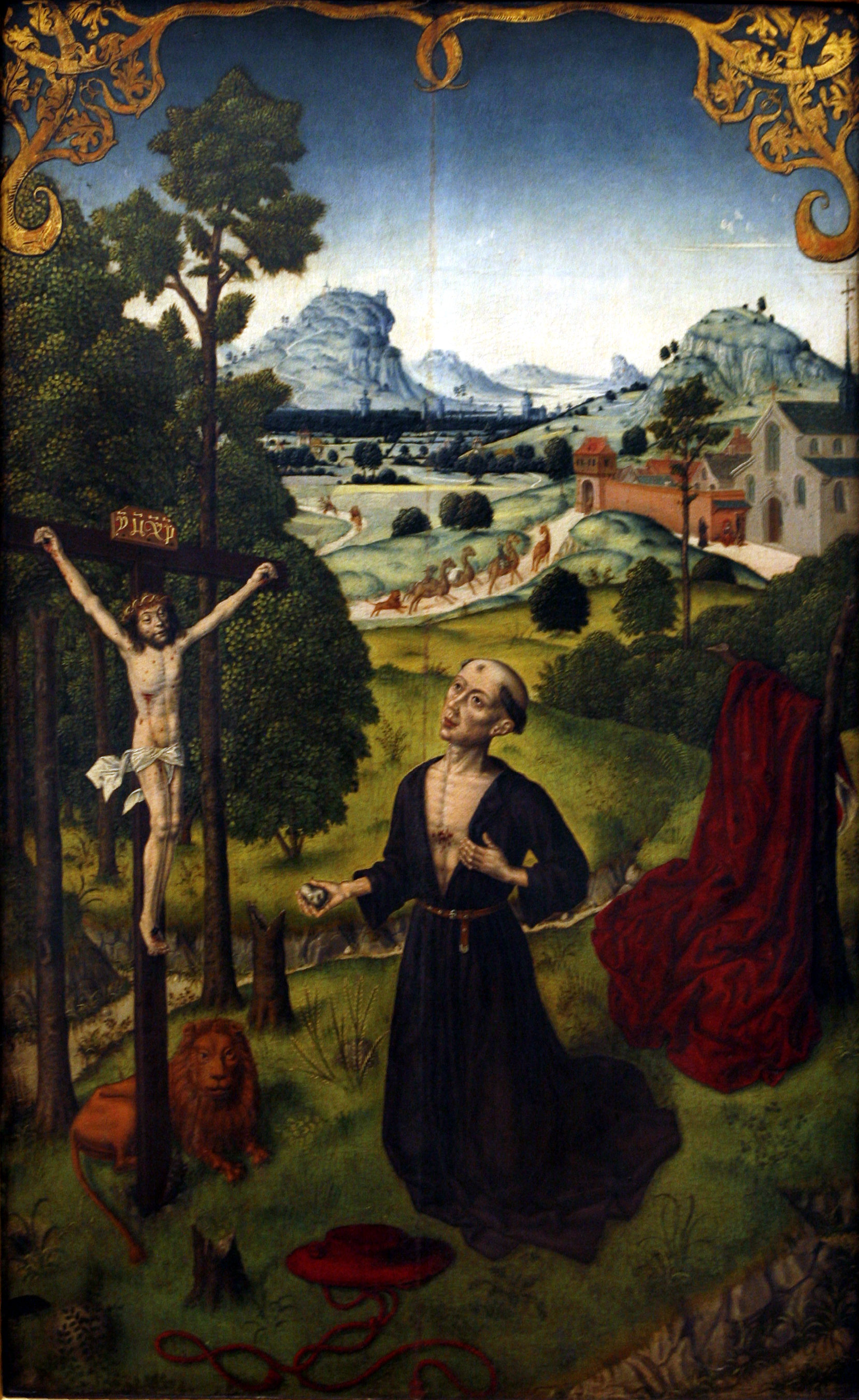
Penitenza di san Girolamo, Museo delle belle arti di Digione.
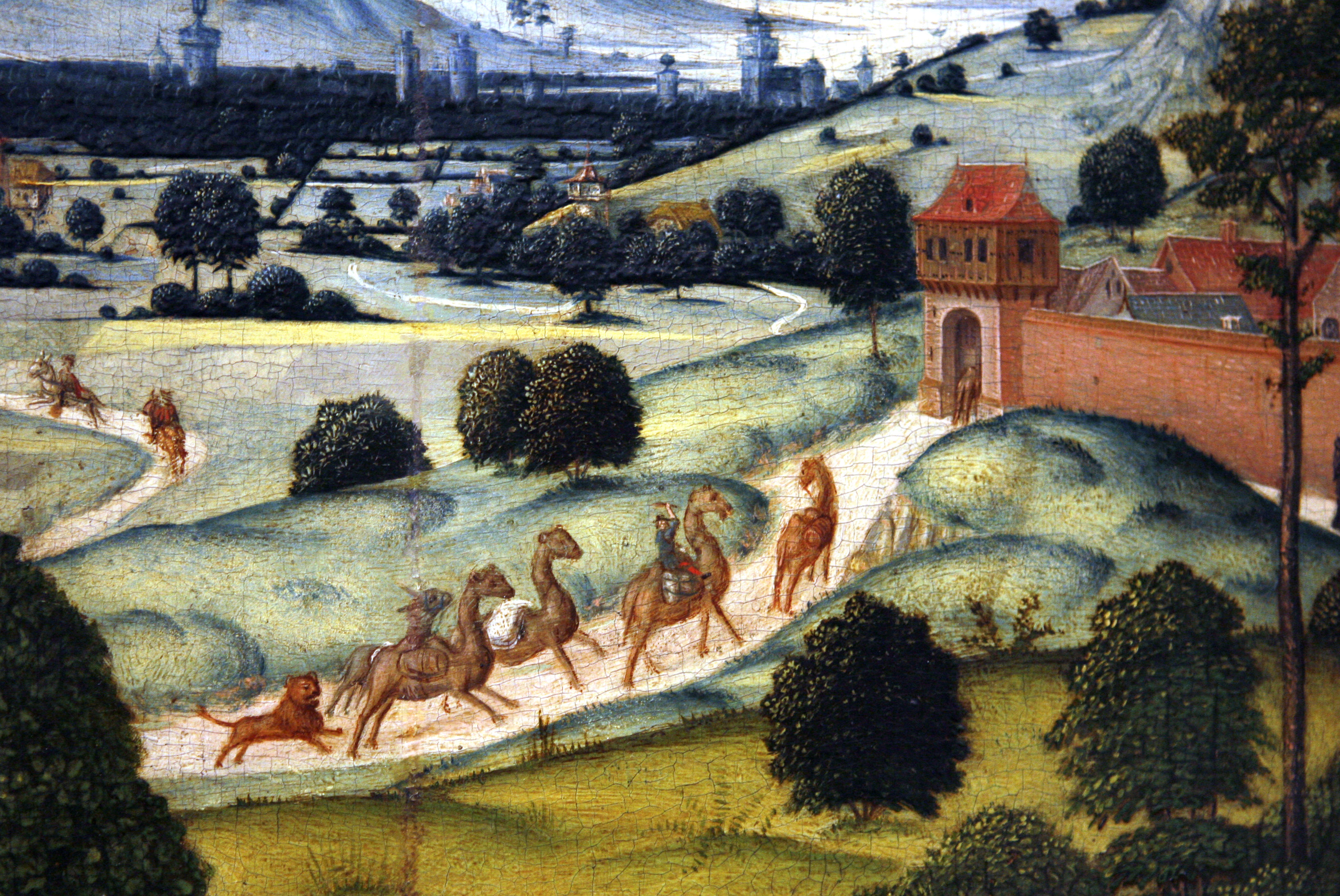
Penitenza di san Girolamo (dettaglio),  Museo delle belle arti di Digione.
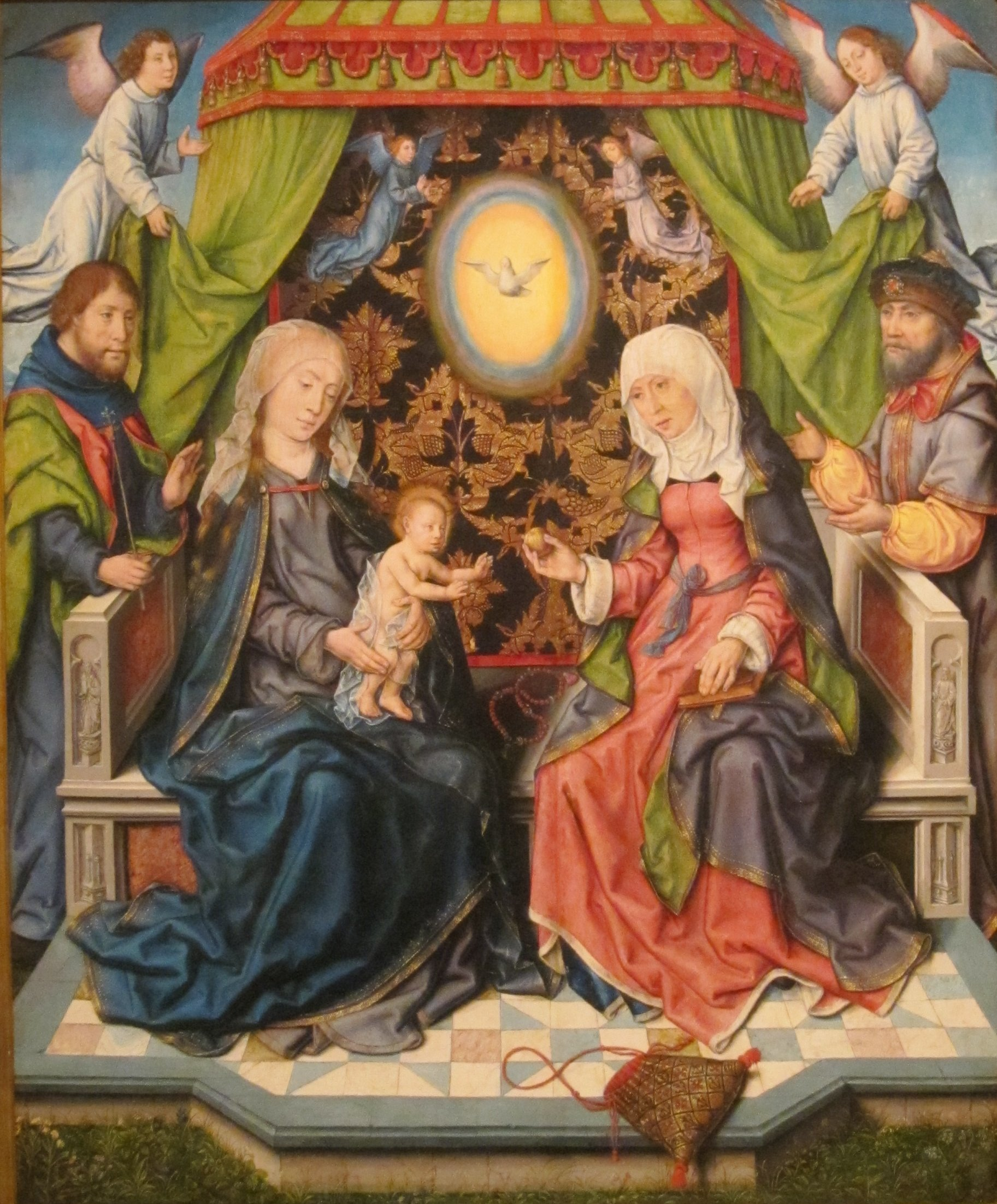
Santa Famiglia, Honolulu Museum of Art.
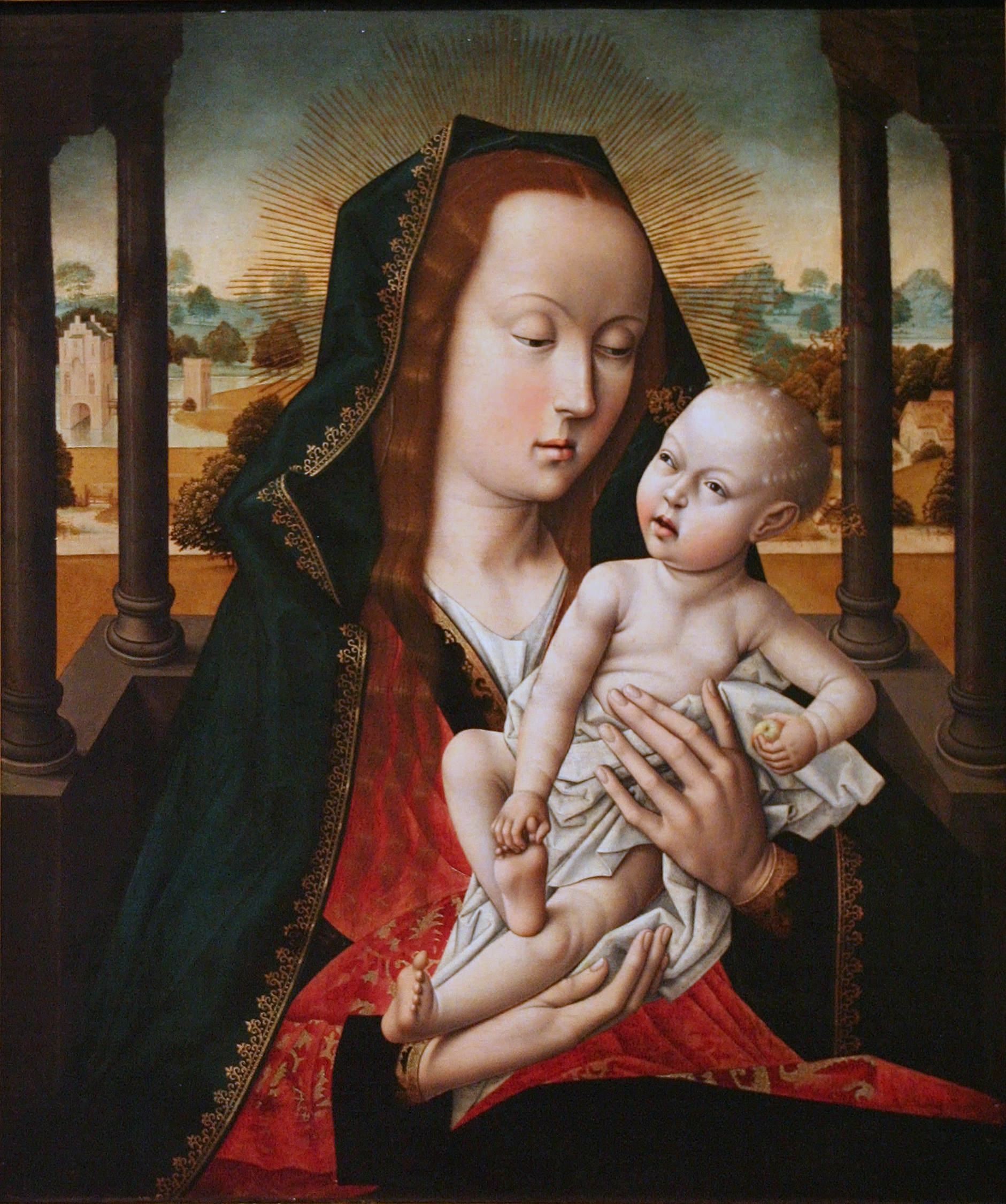
Vergine e il Bambino, Museo Leuven.